# Набоковы
Набоковы — русский дворянский род татарского происхождения. Происходит от мурзы Набока.
В «Родословном сборнике русских дворянских фамилий» первым в этом роду упоминаются Иван Федорович (секретарь Тайной канцелярии, ум. 1753) и Иван Николаевич (секунд-майор, ум. 1760), похороненные на кладбище при Сампсониевской церкви в Санкт-Петербурге.
Там же сообщается, что «Герб Набоковых нам неизвестен».

## Известные представители Набоковых
Генерал Александр Иванович Набоков (1749—1807), командовал в царствование Павла I полком Новгородского гарнизона, называвшимся в официальных бумагах «Набоковским полком».
- Его старший сын Иван Александрович Набоков (1787—1852), герой войны с Наполеоном, в августе 1813 года вёл бои под Кульмом, Люценом и Пирке, уничтожил корпус генерала Вандама, за что Набокова наградили орденом, произвели в генерал-майоры и назначили командиром Севского пехотного полка. Под старость стал комендантом Петропавловской крепости в Петербурге, где одним из его узников был (в 1849 году) писатель Фёдор Достоевский, которого генерал снабжал книгами. Иван Александрович Набоков был женат на Екатерине Ивановне Пущиной, сестре Ивана Пущина.
- Младший из его сыновей, Николай Александрович Набоков (1795—1873) молодым флотским офицером участвовал в 1817 году вместе с будущими адмиралами бароном фон Врангелем и графом Ф. П. Литке в руководимой капитаном (впоследствии вице-адмиралом) Василием Головниным картографической экспедиции на Новую Землю. Граф Ф. П. Литке во время руководимой им экспедиции на Новую Землю назвал именем своего друга «реку Набокова» на одном из островов. Николай Александрович Набоков был женат на Анне Александровне Набоковой, ур. Назимовой (сестре декабриста М. А. Назимова, знакомого М. Ю. Лермонтова).
  - Старшим сыном Николая и Анны Набоковых был Дмитрий Николаевич Набоков (1827—1904), министр юстиции при двух царях (c 1878 по 1885). Он женился на Марии фон Корф (1842—1926), семнадцатилетней дочери барона Фердинанда-Николая-Виктора фон Корф (1805—1869), немецкого генерала русской службы. Матерью Марии фон Корф была Нина Александровна, урожд. Шишкова (1819—1895). Её отец, отставной корнет Александр Фёдорович Шишков (1787 или 1788—1838), из старинного дворянского рода, избирался предводителем дворянства Бузулукского уезда.

У Дмитрия Николаевича Набокова было 9 детей, в том числе сыновья Дмитрий, Сергей, Владимир и Константин.
- Дмитрий Дмитриевич Набоков — юрист, статский советник; мировой судья 2 округа Келецкой губернии.
  - Николай Дмитриевич Набоков — русский и американский композитор.
    - Иван Николаевич Набоков — издатель, был литературным директором издательства «Albin-Michel».
- Сергей Дмитриевич Набоков — прокурор Варшавской судебной палаты, последний действующий губернатор Курляндии.
  - Набоков, Сергей Сергеевич — журналист, директор агентства Рейтер в Бельгии и Люксембурге.
- Владимир Дмитриевич Набоков — русский политический деятель, отец В. В. Набокова.
  - Владимир Владимирович Набоков — русский и американский писатель.
    - Дмитрий Владимирович Набоков — оперный певец и переводчик, сын В. В. Набокова.

  - Сергей Владимирович Набоков (1900 — 9 января 1945) — брат В. В. Набокова, погиб в концлагере.
  - Кирилл Владимирович Набоков (1912—1964), брат В. В. Набокова, поэт.
- Константин Дмитриевич Набоков — русский дипломат.

|                       |                       |                       |                       |                       |                       |  |  |                       |                       |                       |                       |                       |                       |  |  | Александр Иванович    |                       |                       |                       |                       |                       |  |  |                    |                    |                    |                    |                    |                    |  |  |                     |                     |                     |                     |                     |                     |  |  |  |  |  |  |  |  |  |  |  |  |  |  |  |  |  |  |  |  |  |  |  |  |  |  |  |  |  |  |
|                       |                       |                       |                       |                       |                       |  |  |                       |                       |                       |                       |                       |                       |  |  |                       |                       |                       |                       |                       |                       |  |  |                    |                    |                    |                    |                    |                    |  |  |                     |                     |                     |                     |                     |                     |  |  |  |  |  |  |  |  |  |  |  |  |  |  |  |  |  |  |  |  |  |  |  |  |  |  |  |  |  |  |
|                       |                       |                       |                       |                       |                       |  |  |                       |                       |                       |                       |                       |                       |  |  |                       |                       |                       |                       |                       |                       |  |  |                    |                    |                    |                    |                    |                    |  |  |                     |                     |                     |                     |                     |                     |  |  |  |  |  |  |  |  |  |  |  |  |  |  |  |  |  |  |  |  |  |  |  |  |  |  |  |  |  |  |
|                       |                       |                       |                       |                       |                       |  |  | Иван Александрович    | Иван Александрович    | Иван Александрович    | Иван Александрович    | Иван Александрович    | Иван Александрович    |  |  | Николай Александрович | Николай Александрович | Николай Александрович | Николай Александрович | Николай Александрович | Николай Александрович |  |  | Пётр Александрович | Пётр Александрович | Пётр Александрович | Пётр Александрович | Пётр Александрович | Пётр Александрович |  |  |                     |                     |                     |                     |                     |                     |  |  |  |  |  |  |  |  |  |  |  |  |  |  |  |  |  |  |  |  |  |  |  |  |  |  |  |  |  |  |
|                       |                       |                       |                       |                       |                       |  |  | Иван Александрович    | Иван Александрович    | Иван Александрович    | Иван Александрович    | Иван Александрович    | Иван Александрович    |  |  | Николай Александрович | Николай Александрович | Николай Александрович | Николай Александрович | Николай Александрович | Николай Александрович |  |  | Пётр Александрович | Пётр Александрович | Пётр Александрович | Пётр Александрович | Пётр Александрович | Пётр Александрович |  |  |                     |                     |                     |                     |                     |                     |  |  |  |  |  |  |  |  |  |  |  |  |  |  |  |  |  |  |  |  |  |  |  |  |  |  |  |  |  |  |
|                       |                       |                       |                       |                       |                       |  |  |                       |                       |                       |                       |                       |                       |  |  |                       |                       |                       |                       |                       |                       |  |  |                    |                    |                    |                    |                    |                    |  |  |                     |                     |                     |                     |                     |                     |  |  |  |  |  |  |  |  |  |  |  |  |  |  |  |  |  |  |  |  |  |  |  |  |  |  |  |  |  |  |
|                       |                       |                       |                       |                       |                       |  |  | Иван Иванович         | Иван Иванович         | Иван Иванович         | Иван Иванович         | Иван Иванович         | Иван Иванович         |  |  | Дмитрий Николаевич    | Дмитрий Николаевич    | Дмитрий Николаевич    | Дмитрий Николаевич    | Дмитрий Николаевич    | Дмитрий Николаевич    |  |  | Михаил Николаевич  | Михаил Николаевич  | Михаил Николаевич  | Михаил Николаевич  | Михаил Николаевич  | Михаил Николаевич  |  |  |                     |                     |                     |                     |                     |                     |  |  |  |  |  |  |  |  |  |  |  |  |  |  |  |  |  |  |  |  |  |  |  |  |  |  |  |  |  |  |
|                       |                       |                       |                       |                       |                       |  |  | Иван Иванович         | Иван Иванович         | Иван Иванович         | Иван Иванович         | Иван Иванович         | Иван Иванович         |  |  | Дмитрий Николаевич    | Дмитрий Николаевич    | Дмитрий Николаевич    | Дмитрий Николаевич    | Дмитрий Николаевич    | Дмитрий Николаевич    |  |  | Михаил Николаевич  | Михаил Николаевич  | Михаил Николаевич  | Михаил Николаевич  | Михаил Николаевич  | Михаил Николаевич  |  |  |                     |                     |                     |                     |                     |                     |  |  |  |  |  |  |  |  |  |  |  |  |  |  |  |  |  |  |  |  |  |  |  |  |  |  |  |  |  |  |
|                       |                       |                       |                       |                       |                       |  |  |                       |                       |                       |                       |                       |                       |  |  |                       |                       |                       |                       |                       |                       |  |  |                    |                    |                    |                    |                    |                    |  |  |                     |                     |                     |                     |                     |                     |  |  |  |  |  |  |  |  |  |  |  |  |  |  |  |  |  |  |  |  |  |  |  |  |  |  |  |  |  |  |
|                       |                       |                       |                       |                       |                       |  |  | Константин Дмитриевич | Константин Дмитриевич | Константин Дмитриевич | Константин Дмитриевич | Константин Дмитриевич | Константин Дмитриевич |  |  | Владимир Дмитриевич   | Владимир Дмитриевич   | Владимир Дмитриевич   | Владимир Дмитриевич   | Владимир Дмитриевич   | Владимир Дмитриевич   |  |  | Дмитрий Дмитриевич | Дмитрий Дмитриевич | Дмитрий Дмитриевич | Дмитрий Дмитриевич | Дмитрий Дмитриевич | Дмитрий Дмитриевич |  |  | Сергей Дмитриевич   | Сергей Дмитриевич   | Сергей Дмитриевич   | Сергей Дмитриевич   | Сергей Дмитриевич   | Сергей Дмитриевич   |  |  |  |  |  |  |  |  |  |  |  |  |  |  |  |  |  |  |  |  |  |  |  |  |  |  |  |  |  |  |
|                       |                       |                       |                       |                       |                       |  |  | Константин Дмитриевич | Константин Дмитриевич | Константин Дмитриевич | Константин Дмитриевич | Константин Дмитриевич | Константин Дмитриевич |  |  | Владимир Дмитриевич   | Владимир Дмитриевич   | Владимир Дмитриевич   | Владимир Дмитриевич   | Владимир Дмитриевич   | Владимир Дмитриевич   |  |  | Дмитрий Дмитриевич | Дмитрий Дмитриевич | Дмитрий Дмитриевич | Дмитрий Дмитриевич | Дмитрий Дмитриевич | Дмитрий Дмитриевич |  |  | Сергей Дмитриевич   | Сергей Дмитриевич   | Сергей Дмитриевич   | Сергей Дмитриевич   | Сергей Дмитриевич   | Сергей Дмитриевич   |  |  |  |  |  |  |  |  |  |  |  |  |  |  |  |  |  |  |  |  |  |  |  |  |  |  |  |  |  |  |
|                       |                       |                       |                       |                       |                       |  |  |                       |                       |                       |                       |                       |                       |  |  |                       |                       |                       |                       |                       |                       |  |  |                    |                    |                    |                    |                    |                    |  |  |                     |                     |                     |                     |                     |                     |  |  |  |  |  |  |  |  |  |  |  |  |  |  |  |  |  |  |  |  |  |  |  |  |  |  |  |  |  |  |
| Владимир Владимирович | Владимир Владимирович | Владимир Владимирович | Владимир Владимирович | Владимир Владимирович | Владимир Владимирович |  |  | Сергей Владимирович   | Сергей Владимирович   | Сергей Владимирович   | Сергей Владимирович   | Сергей Владимирович   | Сергей Владимирович   |  |  | Кирилл Владимирович   | Кирилл Владимирович   | Кирилл Владимирович   | Кирилл Владимирович   | Кирилл Владимирович   | Кирилл Владимирович   |  |  | Николай Дмитриевич | Николай Дмитриевич | Николай Дмитриевич | Николай Дмитриевич | Николай Дмитриевич | Николай Дмитриевич |  |  | Александр Сергеевич | Александр Сергеевич | Александр Сергеевич | Александр Сергеевич | Александр Сергеевич | Александр Сергеевич |  |  |  |  |  |  |  |  |  |  |  |  |  |  |  |  |  |  |  |  |  |  |  |  |  |  |  |  |  |  |
| Владимир Владимирович | Владимир Владимирович | Владимир Владимирович | Владимир Владимирович | Владимир Владимирович | Владимир Владимирович |  |  | Сергей Владимирович   | Сергей Владимирович   | Сергей Владимирович   | Сергей Владимирович   | Сергей Владимирович   | Сергей Владимирович   |  |  | Кирилл Владимирович   | Кирилл Владимирович   | Кирилл Владимирович   | Кирилл Владимирович   | Кирилл Владимирович   | Кирилл Владимирович   |  |  | Николай Дмитриевич | Николай Дмитриевич | Николай Дмитриевич | Николай Дмитриевич | Николай Дмитриевич | Николай Дмитриевич |  |  | Александр Сергеевич | Александр Сергеевич | Александр Сергеевич | Александр Сергеевич | Александр Сергеевич | Александр Сергеевич |  |  |  |  |  |  |  |  |  |  |  |  |  |  |  |  |  |  |  |  |  |  |  |  |  |  |  |  |  |  |
| Дмитрий Владимирович  | Дмитрий Владимирович  | Дмитрий Владимирович  | Дмитрий Владимирович  | Дмитрий Владимирович  | Дмитрий Владимирович  |  |  |                       |                       |                       |                       |                       |                       |  |  |                       |                       |                       |                       |                       |                       |  |  |                    |                    |                    |                    |                    |                    |  |  | Борис Александрович | Борис Александрович | Борис Александрович | Борис Александрович | Борис Александрович | Борис Александрович |  |  |  |  |  |  |  |  |  |  |  |  |  |  |  |  |  |  |  |  |  |  |  |  |  |  |  |  |  |  |

## Род Набоковых в произведениях В. В. Набокова

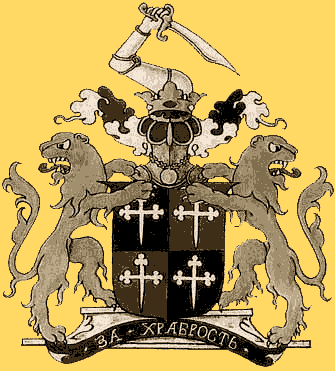
Самобытная версия герба Набоковых

Писатель Владимир Набоков в своих произведениях дает семейную версию происхождения и герба рода Набоковых.
- Русскоязычная автобиография «Другие берега»:[2]

Уже в эмиграции кое-какими занятными сведениями снабдил меня двоюродный мой дядюшка Владимир Викторович Голубцов, большой любитель таких изысканий. У него получалось, что старый дворянский род Набоковых произошел не от каких-то псковичей, живших как-то там в сторонке, на обочье, и не от кривобокого, набокого, как хотелось бы, а от обрусевшего шестьсот лет тому назад татарского князька по имени Набок.
…
Набоковский герб изображает собой нечто вроде шашечницы с двумя медведями, держащими ее с боков: приглашение на шахматную партию, у камина, после облавы в майоратском бору …
— В. В. Набоков — «Другие берега», Глава третья
- Англоязычная автобиография «Память, говори»:[3]

Так, в первом варианте этой главы, описывая набоковский герб (мельком виденный многие годы назад среди иных семейных мелочей), я каким-то образом умудрился обратить его в домашнее диво — двух медведей, подпирающих огромную шашечницу. К нынешнему времени я отыскал его, этот герб, и с разочарованием обнаружил, что сводится он всего-навсего к двум львам — буроватым, и возможно, чересчур лохматым, но с медведями все же нимало не схожим зверюгам, — удовлетворенно облизывающимся, вздыбленным, смотрящим назад, надменно предъявляющим щит невезучего рыцаря, всего лишь одной шестнадцатой частью схожий с шахматной доской из чередующихся лазурных и красных квадратов, с крестом серебряным, трилистниковым, в каждом. Поверх щита можно видеть то, что осталось от рыцаря: грубый шлем и несъедобный латный воротник, а с ними одну бравую руку, торчащую, еще сжимая короткий меч, из орнамента лиственного, лазурного с красным. «За храбрость», гласит девиз.
По словам двоюродного брата отца моего, Владимира Викторовича Голубцова, любителя русских древностей, у которого я наводил в 1930 году справки, основателем нашего рода был Набок Мурза (floreat 1380), обрусевший в Московии татарский князек. Собственный мой двоюродный брат, Сергей Сергеевич Набоков, ученый генеалог, сообщает мне, что в пятнадцатом столетии наши предки владели землей в Московском княжестве. Он ссылается на документ (опубликованный Юшковым в «Актах XIII—XIV столетий», Москва, 1899), касающийся деревенской свары, разразившейся в 1494 году, при Иване III, между помещиком Кулякиным и его соседями, Филатом, Евдокимом и Власом, сыновьями Луки Набокова. В последующие столетия Набоковы служили по чиновной части и в армии.
— В. В. Набоков — «Память, говори», Глава третья «Портрет Моего Дяди» (пер. с англ. С. Б. Ильина)
Герб Набоковых не внесен в Общий Гербовник, Гербовник Царства Польского или Дипломные сборники. Однако из дома-музея Владимира Набокова известна так называемая самобытная версия герба.